# Phạm Đức Lĩnh
Phạm Đức Lĩnh (1952-) là một tướng lĩnh Trung tướng Quân đội nhân dân Việt Nam. Nguyên quán ông tại xã Gia Lạc, huyện Gia Viễn, tỉnh Ninh Bình. Từ 2006 đến 2012, ông làm Cục trưởng cục Cảnh sát biển Việt Nam.